# Manuel Godoy Ossa
Manuel Godoy Ossa; (San Felipe, 17 de enero de 1876 - Iquique, 11 de noviembre de 1953) fue un Comerciante y político radical chileno. Hijo de Santiago Godoy Prevost y Blanca Ossa Sainte-Marie. Contrajo matrimonio con Carmela Carvallo Ugarte (1902).

## Actividades profesionales
Estudió en el Colegio San Ignacio y en el Instituto Superior de Comercio. Se dedicó a los negocios de la familia. Se radicó en Valparaíso y luego en Iquique, donde abrió algunos almacenes.

## Actividades políticas
Miembro del Partido Radical. 
Regidor de la Municipalidad de Iquique (1915-1920).  
Alcalde de Iquique en propiedad (1920-1922). 